# スインガー (映画)
スインガー（en:The Swinger)は、1966年に公開されたアメリカ合衆国のセックス・コメディ映画。
ジョージ・シドニーが監督を務め、アン＝マーグレットやアンソニー・フランシオサが出演した。

## あらすじ
作家であるケリー・オルスンは小説を書いても出版社に相手にされない。
そこで、いくつかのポルノ小説をつなぎ合わせて自らの自伝であると偽って売り込みに行く。
編集者であるリックとケリーのドタバタコメディ。

## キャスト
| 役名               | 俳優                   | 日本語吹替                                 |
| 役名               | 俳優                   | 日本テレビ版                               |
| ------------------ | ---------------------- | ------------------------------------------ |
| ケリー・オリスン   | アン＝マーグレット     | 小原乃梨子                                 |
| リック・コルビー   | トニー・フランシオサ   | 中田浩二                                   |
| サー・ヒューバート | ロバート・クート       | 八奈見乗児                                 |
| コーラ             | ニディア・ウェストマン | 由起艶子                                   |
| カレン             | イヴォンヌ・ロメイン   | 三浦潤子                                   |
| サリー             | マーナ・ロス           | 目黒むつ子                                 |
| ティム             | ミルトン・フローム     | 西村知道                                   |
| サミー             | クレイグ・ヒル         | 小島敏彦                                   |
| フッカー警部       | ホレイス・マクマホン   | 国坂伸                                     |
|                    |                        |                                            |
| 演出               | 演出                   | 河村常平                                   |
| 翻訳               | 翻訳                   | 岩佐幸子                                   |
| 効果               | 効果                   | TFC                                        |
| 調整               | 調整                   | 遠西勝三                                   |
| 制作               | 制作                   | 東北新社                                   |
| 解説               |                        |                                            |
| 初回放送           | 初回放送               | 1975年8月23日 『土曜映画劇場』 14:30-16:00 |